# 侠客・幡随院長兵衛
『侠客・幡隨院長兵衛』（きょうかく・ばんずいいんちょうべえ）とは、1995年10月6日にテレビ東京系で放送されたテレビ時代劇である。原作は池波正太郎の小説『侠客』。

## スタッフ
- 原作：池波正太郎
- 脚本：吉田剛
- 監督：杉村六郎
- 製作：テレビ東京、松竹株式会社

## 出演者
- 塚本伊太郎（後に幡随院長兵衛） - 村上弘明
- 水野十郎左衛門 - 渡瀬恒彦
- 笹又高之助 - 石橋蓮司
- お金（山脇宗右衛門の娘） - 野村真美
- お万（水野十郎左衛門の母） - 菅井きん
- 小平 - 尾美としのり
- 塚本伊織（伊太郎の父） - 北村総一朗
- 山脇宗右衛門（口入屋） - 神山繁
- 坂田茂平次 - 真田健一郎
- 権兵衛 - 伊藤敏八
- 寺沢堅高 - 中原丈雄
- お栄 - 栗田よう子
- 三木兵七郎 - 西田健

ほか